# Luyang (häradshuvudort i Kina, Henan Sheng, lat 33,74, long 112,91)
Luyang är en häradshuvudort i Kina. Den ligger i provinsen Henan, i den centrala delen av landet, omkring 130 kilometer sydväst om provinshuvudstaden Zhengzhou. Antalet invånare är 28 735. Befolkningen består av 14 363 kvinnor och 14 372 män. Barn under 15 år utgör 23,0 %, vuxna 15-64 år 68 %, och äldre över 65 år 7,0 %.
Runt Luyang är det tätbefolkat, med 343 invånare per kvadratkilometer. Närmaste större samhälle är Yangzhuang, 16,4 km nordost om Luyang. Trakten runt Luyang består till största delen av jordbruksmark.
Genomsnittlig årsnederbörd är 834 millimeter. Den regnigaste månaden är september, med i genomsnitt 161 mm nederbörd, och den torraste är januari, med 4 mm nederbörd.